# Мегрэ и таинственная девушка
Мегрэ и таинственная девушка (фр. Maigret) — франко-бельгийский фильм режиссёра Патриса Леконта, вышедший в 2022 году. Это экранизация романа Жоржа Сименона «Мегрэ и труп молодой женщины», опубликованного в 1954 году, и входящего в цикл произведений (детективных романов и рассказов) про комиссара Мегрэ. Роман уже был адаптирован для телевидения, но не для кино.

## Сюжет
1950-е годы, в центре Парижа на площади Винтимиль, в 9-м округе, было найдено тело молодой женщины. Погибшая была одета в вечернее платье, но в её сумочке нет документов, удостоверяющих личность. Комиссар Мегрэ и его люди руководят расследованием и пытаются установить личность молодой женщины. Накануне она взяла напрокат свое платье в магазине по соседству.

## В ролях
- Жерар Депардьё: комиссар Жюль Мегрэ
- Джейд Лабест: Бетти
- Мелани Бернье: Жанин
- Клара Антунс: Луиза
- Пьер Мур: Лоран Клермон-Валуа
- Аврора Клемент: мать Лорана
- Энн Луаре: Мадам Мегрэ
- Бертран Понсе: Лапонт
- Элизабет Бурджин: Айрин
- Эрве Пьер: Доктор Поль
- Андре Уилмс: Каплан
- Филипп дю Жанеран: судья
- Жан-Поль Комар: Альбер Жанвье
- Паскаль также: юрист
- Норберт Феррер: владелец бара
- Моана Ферре: Мэгги Руфф
- Джон Сехил: работник кладбища

## Реакция
Критики в целом положительно отзываются об этом полнометражном детективе. Во Франции сайт AlloCiné показывает в среднем 3,6/5 звезд на основе 28 отзывов прессы, в то время как зрители дают ему только 2,9/5.
Критики высоко оценивают актёра Жерара Депардьё в главной роли.
В свой первый день во французском прокате фильм возглавил рейтинг премьер: было продано 57 941 билетов, в том числе 19 800 на превью. Сам же фильм был выпущен на 585 копиях. По итогам первой недели проката фильм занял 3-е место с результатом 260 011 зрителей, позади французской комедии «Дом престарелых» (384 940 проданных билетов) и впереди другой французской комедии «Суперчел» (168 679 проданных билетов). На второй неделе проката фильм «Мегрэ и таинственная девушка» покинул французский пьедестал кассовых сборов и занял 4-е место с 129 947 проданными билетами (389 958 — за две недели).